# Zorneding
Zorneding település Németországban, azon belül Bajorországban. Lakosainak száma 9570 fő (2023. december 31.). Zorneding Eglhartinger Forst, Vaterstetten, Grasbrunn, Oberpframmern, Moosach és Kirchseeon községekkel határos.

## Népesség
A település népessége az elmúlt években az alábbi módon változott:
| Lakosok száma | 468  | 2167 | 6730 | 6743 | 8833 | 9029 | 9221 | 9374 | 9232 | 9570 |
|               | 1875 | 1950 | 1975 | 1987 | 2012 | 2014 | 2016 | 2017 | 2021 | 2023 |